# (15809) 1994 JS
1994 جاي أس (ويعرف أيضًا باسم (15809) 1994 جاي أس وفق تسمية الكوكب الصغير) (بالإنجليزية: 1994 JS)‏ هو كويكب ضمن حزام الكويكبات؛ وترتيبه 15809 من حيث الاكتشاف.
اكتُشف هذا الجُرم الفلكي بواسطة جين لوو في 11 مايو 1994.

## وصلات خارجية
- (15809) 1994 JS في قاعدة بيانات مختبر الدفع النفاث لأجرام النظام الشمسي الصغيرة

- الاكتشاف · مخطط المدار ·  العناصر المدارية · المعلمات المادية

- (15809) 1994 JS على موقع ويكي سكاي: DSS2, SDSS, GALEX, IRAS, Hydrogen α, X-Ray, Astrophoto, Sky Map, Articles and images